# Internapoli FC
Internapoli FC – włoski klub piłkarski, mający swoją siedzibę w mieście Neapol, na południu kraju.

## Historia
Chronologia nazw:
- 1964: Internapoli Football Club
- 1973: S.C. Nuovo Vomero
- 1976: Nuovo Napoli
- 1982: klub rozwiązano - po fuzji Flegrea Nuova Puteolana, w wyniku czego powstał S.C. Puteolana 1909
- 1986: Campania Puteolana Calcio
- 1991: Gabbiano Napoli
- 1995: Internapoli
- 2001: klub rozwiązano - po fuzji z A.C. Savoia, w wyniku czego powstał InterSavoia
- 2003: Società Sportiva Dilettantistica Internapoli Camaldoli
- 2011: Società Sportiva Dilettantistica Internapoli Città di Marano
- 2012: klub rozwiązano - po fuzji z Atletico Puteolana, w wyniku czego powstał Puteolana 1902 Internapoli

Piłkarski klub Internapoli FC został założony w Neapolu 30 czerwca 1964 roku przez Giovanni Proto i Carlo Del Gaudio, którzy wzięli nazwę od nieistniejącego klubu: Internazionale Napoli. Nowy klub przejął miejsce ligowe od rozwiązanego klubu CRAL Cirio oraz innego miejskiego klubu Flegrea. Siedziba została przeniesiona do dzielnicy Vomero i zajęli stadion Arturo Collana. Wielu piłkarzy CRAL Cirio oraz Flegrea zasiliło nowy klub. W sezonie 1964/65 startował w Serie D, zajmując 5.miejsce w grupie F. W sezonie 1966/67 zwyciężył w grupie F i awansował do Serie C. W sezonie 1970/71 po zajęciu 20.miejsca w grupie C, spadł do Serie D.

## Sukcesy

### Trofea międzynarodowe
Nie uczestniczył w rozgrywkach europejskich (stan na 31-12-2016).

### Trofea krajowe
| \| \| Zdobyte trofea w rozgrywkach Włoch (stan na: 31-05-2017) \| |                                                          |      |          |
| Rozgrywki                                                         | Osiągnięcie                                              | Razy | Sezon(y) |
| · Mistrzostwo                                                     | I miejsce                                                | 0    |          |
| · Mistrzostwo                                                     | II miejsce                                               | 0    |          |
| · Mistrzostwo                                                     | III miejsce                                              | 0    |          |
| · Puchar                                                          | zdobywca                                                 | 0    |          |
| · Puchar                                                          | finalista                                                | 0    |          |
| II liga                                                           | I miejsce                                                | 0    |          |
| II liga                                                           | II miejsce                                               | 0    |          |
| II liga                                                           | III miejsce                                              | 0    |          |
| Włochy                                                            | Zdobyte trofea w rozgrywkach Włoch (stan na: 31-05-2017) |      |          |

- Serie C:
  - 3.miejsce: 1968/69 (grupa C), 1969/70 (grupa C)

## Stadion
Klub rozgrywa swoje mecze domowe na stadionie Complesso Sportivo Kennedy w Neapolu, który może pomieścić 200 widzów. Wcześniej występował na stadio Arturo Collana.